# Leichtathletik-Europameisterschaften 2018/400 m der Männer

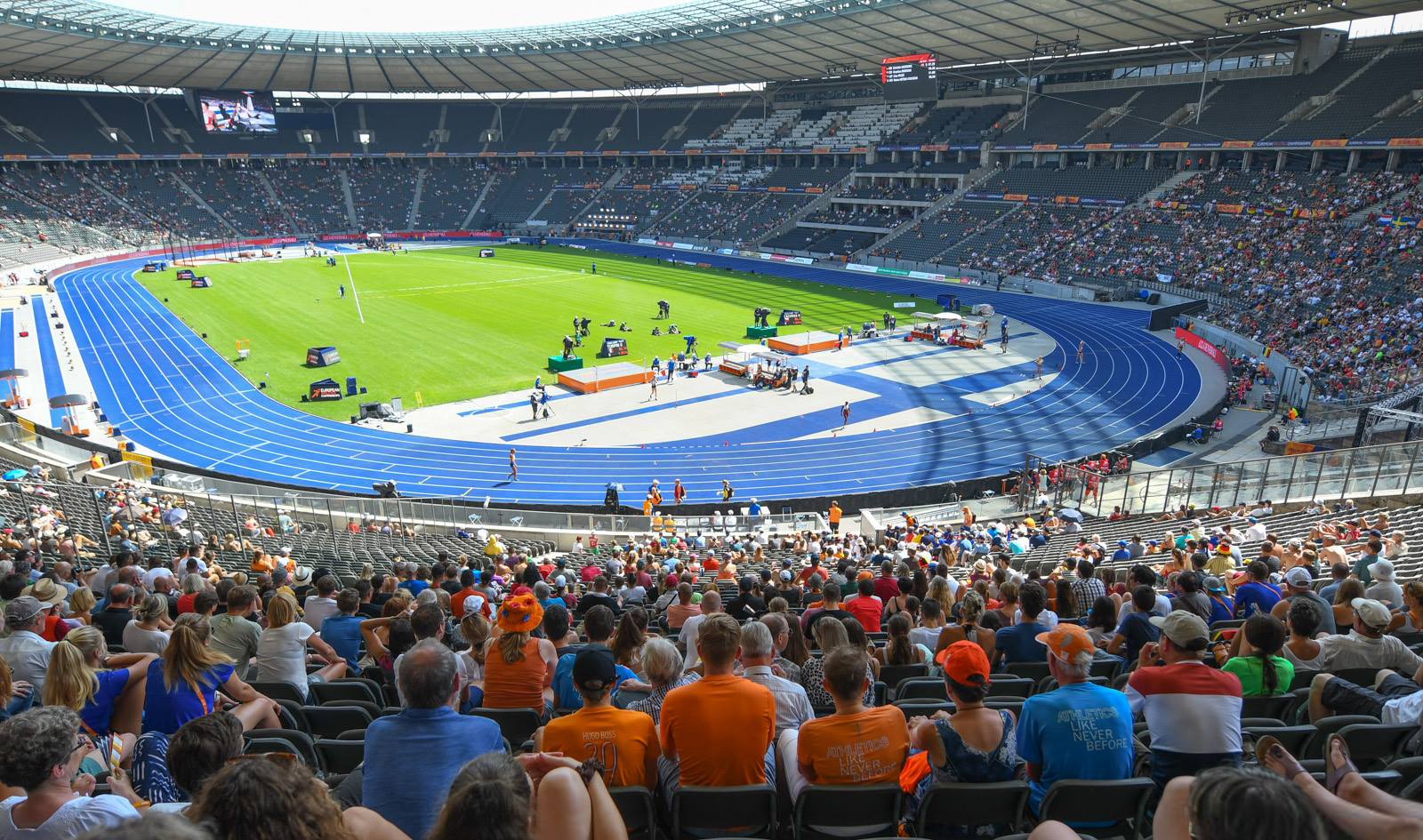
Das Berliner Olympiastadion am 9. August 2018

Der 400-Meter-Lauf der Männer bei den Leichtathletik-Europameisterschaften 2018 fand vom 7. bis zum 10. August im Olympiastadion in der deutschen Hauptstadt Berlin statt.
Europameister wurde der Brite Matthew Hudson-Smith. Silber und Bronze gingen an ein Bruderpaar aus Belgien. Kevin Borlée wurde Zweiter, Jonathan Borlée kam auf den dritten Platz.

## Rekorde

### Bestehende Rekorde
| Weltrekord           | 43,03 s | Wayde van Niekerk | OS Rio de Janeiro, Brasilien | 14. August 2016   |
| Europarekord         | 44,33 s | Thomas Schönlebe  | WM Rom, Italien              | 3. September 1987 |
| Meisterschaftsrekord | 44,52 s | Iwan Thomas       | EM Budapest, Ungarn          | 21. August 1998   |

Der bestehende EM-Rekord wurde bei diesen Europameisterschaften nicht erreicht. Die schnellste Zeit erzielte der spätere Europameister Matthew Hudson-Smith aus Großbritannien im Halbfinale mit 44,76 s, womit er 24 Hundertstelsekunden über dem Rekord blieb. Zum Europarekord fehlten ihm 43 Hundertstelsekunden, zum Weltrekord 1,73 s.

### Rekordverbesserungen
In den Vorläufen am 7. August gab es zwei neue Landesrekorde, die beide im Halbfinale am 8. August weiter verbessert wurden:
- 45,55 s – Ricardo dos Santos (Portugal), erster Vorlauf
- 45,56 s – Jānis Leitis (Lettland), zweiter Vorlauf
- 45,14 s – Ricardo dos Santos (Portugal), erstes Halbfinale
- 45,53 s – Jānis Leitis (Lettland), zweites Halbfinale

## Durchführung des Wettbewerbs
Die neun schnellsten 400-Meter-Läufer der Jahresbestenliste – in den Halbfinal-Resultaten mit ‡ markiert – mussten in den Vorläufen noch nicht antreten. Sie waren automatisch für das Halbfinale qualifiziert und griffen erst dort in den Wettkampf ein.

## Legende
Kurze Übersicht zur Bedeutung der Symbolik – so üblicherweise auch in sonstigen Veröffentlichungen verwendet:
| NR | Nationaler Rekord                                                                               |
| PB | Persönliche Bestleistung                                                                        |
| SB | Persönliche Jahresbestleistung                                                                  |
| ‡  | einer der zwölf schnellsten Sprinter der Jahresbestenliste (Markierung verwendet im Halbfinale) |

## Vorläufe
Aus den vier Vorläufen qualifizierten sich die jeweils drei Ersten jedes Laufes – hellblau unterlegt – und zusätzlich die drei Zeitschnellsten – hellgrün unterlegt – für das Halbfinale.

### Vorlauf 1
7. August 2018, 10:35 Uhr Ortszeit
| Platz | Bahn | Name                  | Land       | Zeit (s) |
| ----- | ---- | --------------------- | ---------- | -------- |
| 1     | 8    | Kevin Borlée          | Belgien    | 45,29 SB |
| 2     | 6    | Ricardo dos Santos    | Portugal   | 45,55 NR |
| 3     | 7    | Witalij Butrym        | Ukraine    | 45,82 SB |
| 4     | 2    | Pavel Maslák          | Tschechien | 45,83    |
| 5     | 3    | Yavuz Can             | Türkei     | 46,58    |
| 6     | 1    | Christopher O’Donnell | Irland     | 46,81 SB |
| 7     | 5    | Mateo Ružić           | Kroatien   | 47,32    |
| 8     | 4    | Jessy Franco          | Gibraltar  | 48,12 PB |

### Vorlauf 2

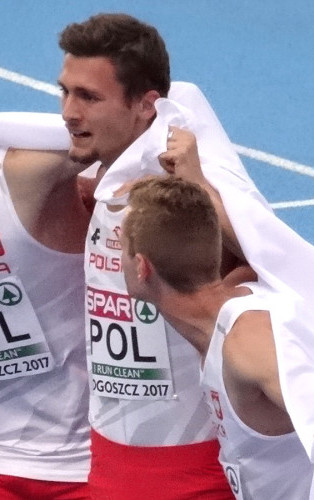
Dariusz Kowaluk erreichte nach Platz fünf in seinem Vorlauf nicht die nächste Runde

7. August 2018, 10:42 Uhr Ortszeit
| Platz | Bahn | Name            | Land     | Zeit (s) |
| ----- | ---- | --------------- | -------- | -------- |
| 1     | 8    | Jonathan Borlée | Belgien  | 45,19 SB |
| 2     | 7    | Matteo Galvan   | Italien  | 45,48 SB |
| 3     | 6    | Jānis Leitis    | Lettland | 45,56 NR |
| 4     | 4    | Samuel García   | Spanien  | 45,63    |
| 5     | 3    | Dariusz Kowaluk | Polen    | 46,18    |
| 6     | 5    | Stanislaw Senyk | Ukraine  | 47,10    |
| 7     | 2    | Franko Burraj   | Albanien | 47,56    |

### Vorlauf 3

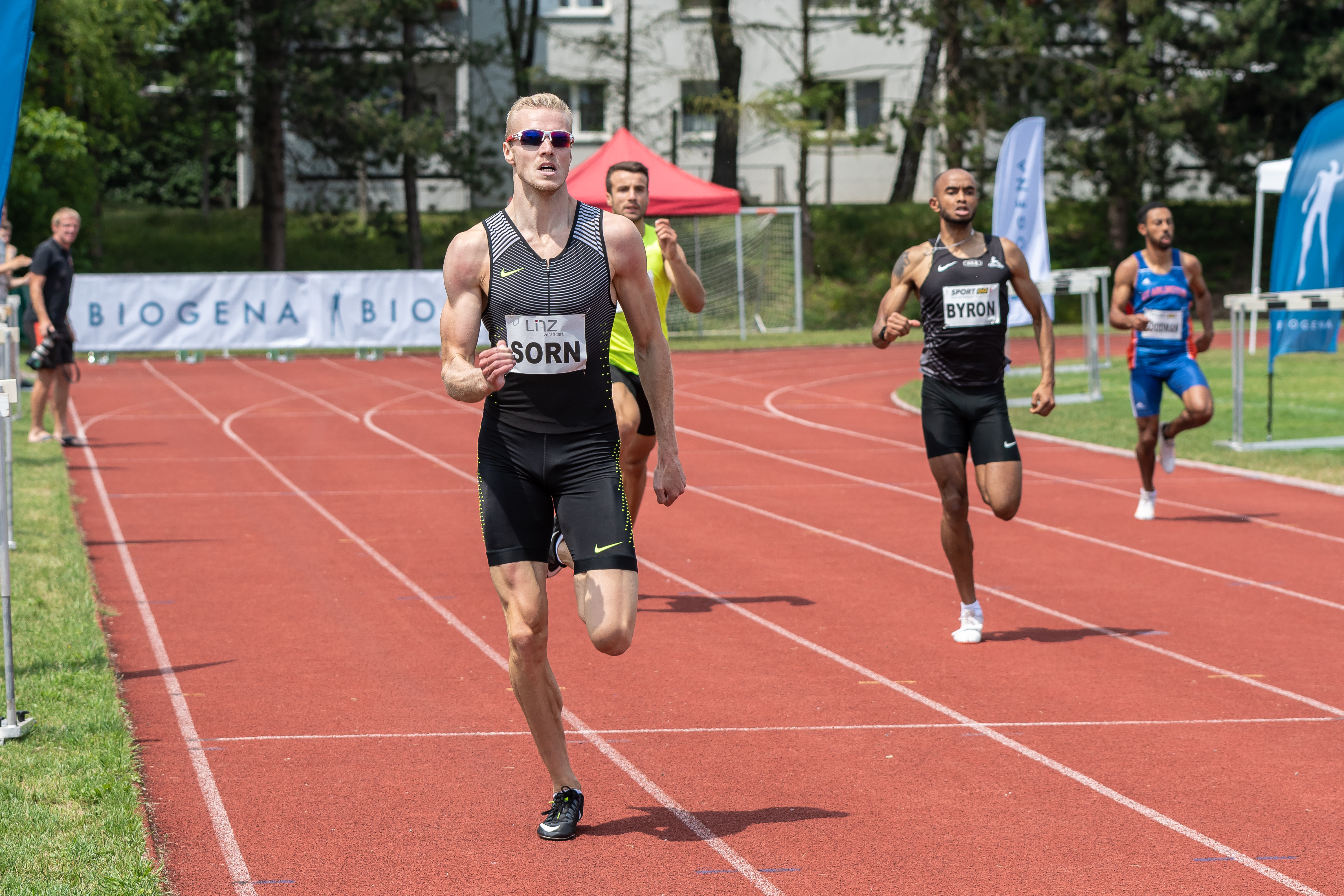
Patrik ;Šorm – hier in Linz – reichte sein fünfter Rang im dritten Vorlauf nicht für die Halbfinalteilnahme

7. August 2018, 10:49 Uhr Ortszeit
| Platz | Bahn | Name               | Land           | Zeit (s) |
| ----- | ---- | ------------------ | -------------- | -------- |
| 1     | 1    | Dylan Borlée       | Belgien        | 45,84    |
| 2     | 7    | Robert Parge       | Rumänien       | 45,99    |
| 3     | 8    | Martyn Rooney      | Großbritannien | 46,27    |
| 4     | 6    | Oleksij Posdnjakow | Ukraine        | 46,47    |
| 5     | 4    | Patrik Šorm        | Tschechien     | 46,52    |
| 6     | 2    | Johannes Trefz     | Deutschland    | 46,53    |
| 7     | 5    | Tony Nõu           | Estland        | 47,19    |
| 8     | 3    | Joel Burgunder     | Schweiz        | 48,78    |

### Vorlauf 4

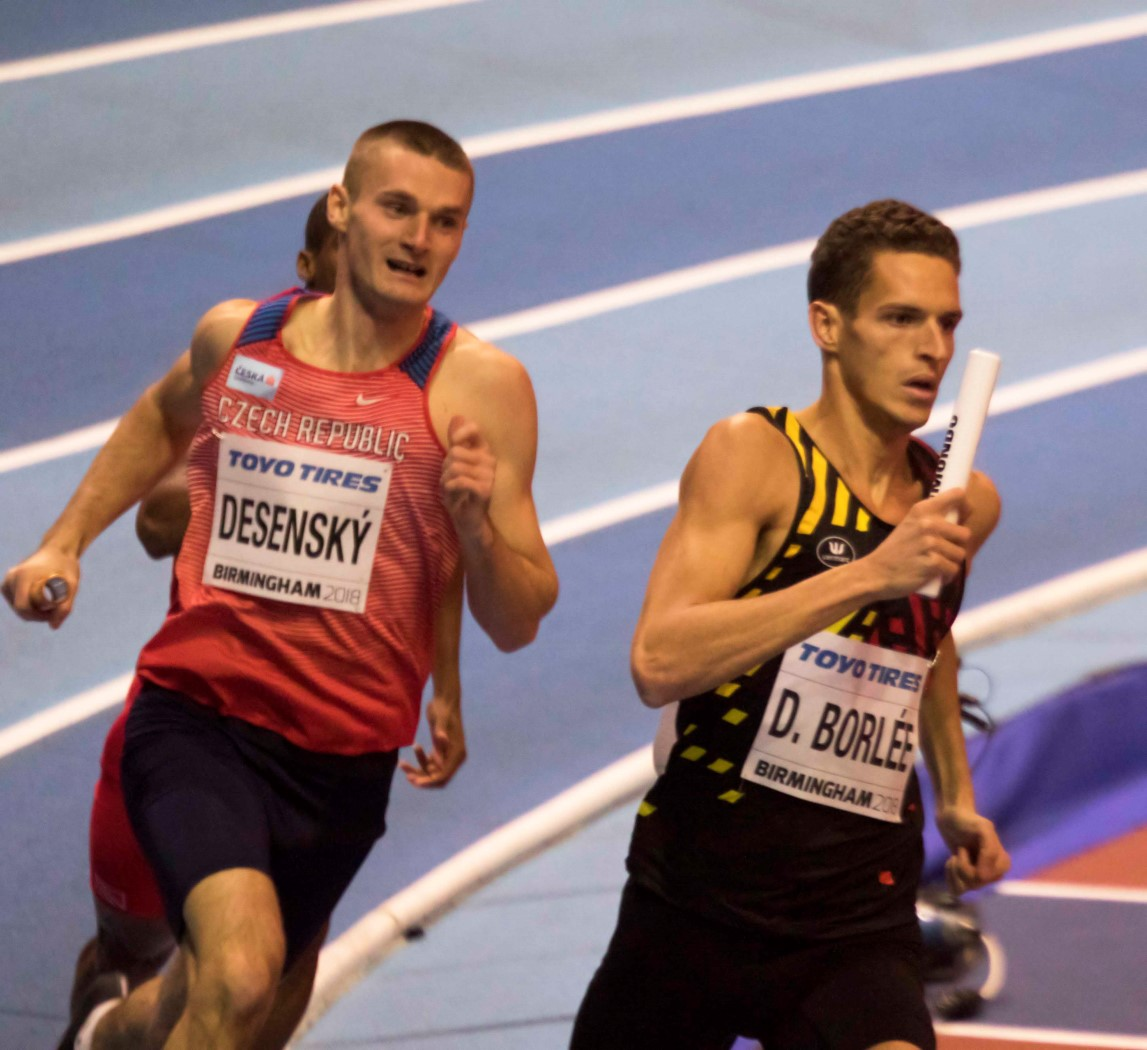
Michal Desenský – hier als Zweiter in einem Staffelrennen – kam als Fünfter seines Vorlaufs nicht ins Halbfinale

7. August 2018, 10:56 Uhr Ortszeit
| Platz | Bahn | Name                 | Land           | Zeit (s) |
| ----- | ---- | -------------------- | -------------- | -------- |
| 1     | 6    | Dwayne Cowan         | Großbritannien | 45,75    |
| 2     | 5    | Donald Blair-Sanford | Israel         | 46,00    |
| 3     | 3    | Patrick Schneider    | Deutschland    | 46,15    |
| 4     | 4    | Łukasz Krawczuk      | Polen          | 46,17    |
| 5     | 7    | Michal Desenský      | Tschechien     | 47,68    |
| 6     | 2    | Erik Martinsson      | Schweden       | 46,87    |
| 7     | 8    | Batuhan Altıntaş     | Türkei         | 46,91    |

## Halbfinale
Aus den drei Halbfinalläufen qualifizierten sich die jeweils beiden Ersten jedes Laufes – hellblau unterlegt – und zusätzlich die beiden Zeitschnellsten – hellgrün unterlegt – für das Finale. Die neun Jahresschnellsten – mit ‡ markiert, die automatisch für das Halbfinale qualifiziert waren, griffen jetzt in das Geschehen ein.

### Lauf 1

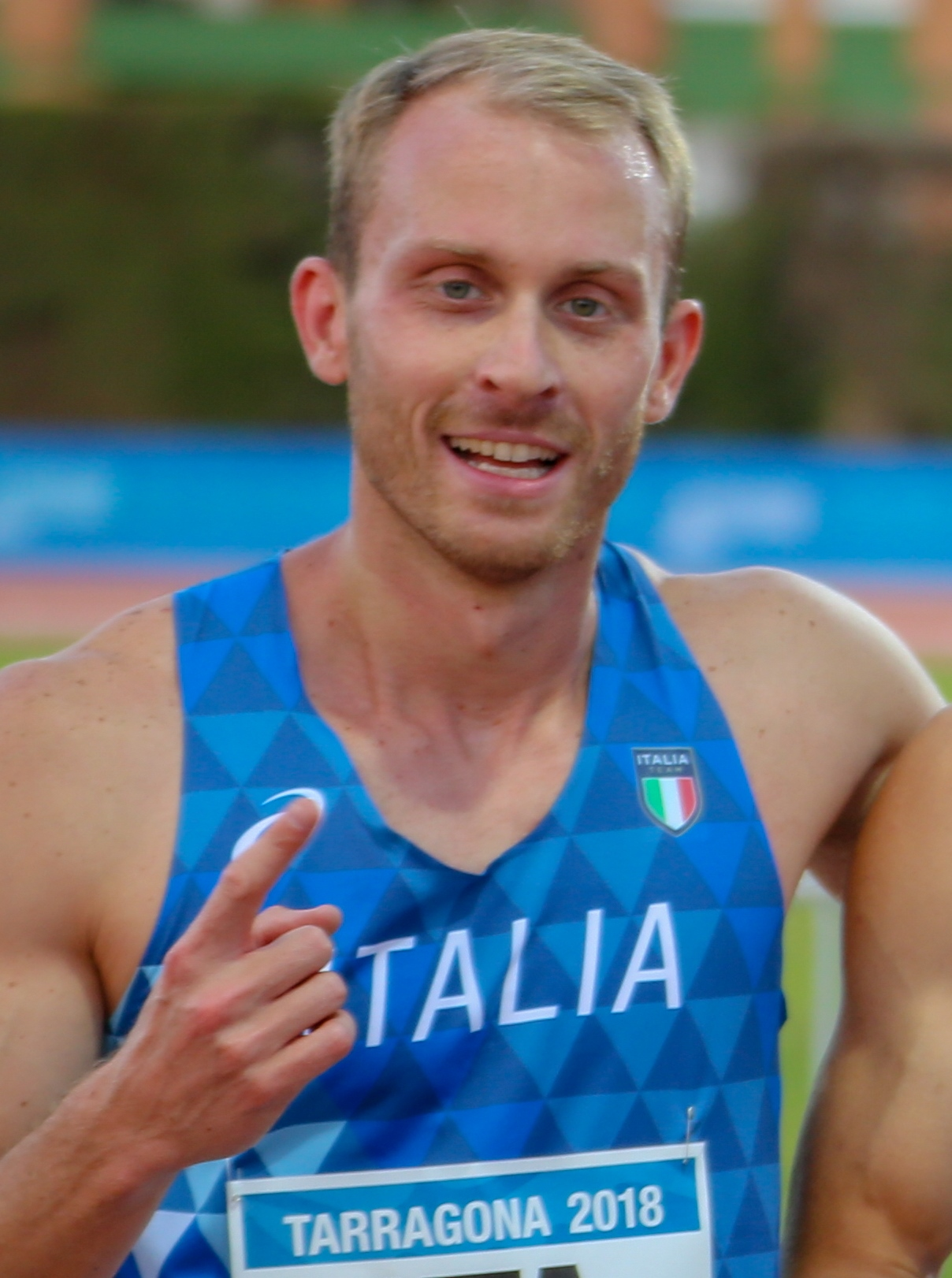
Matteo Galvan verfehlte als Dritter seines Halbfinallaufs das Finale nur um drei Hundertstelsekunden

8. August 2018, 19:30 Uhr MESZ
| Platz | Bahn | Name                   | Land           | Zeit (s) |
| ----- | ---- | ---------------------- | -------------- | -------- |
| 1     | 4    | Matthew Hudson-Smith ‡ | Großbritannien | 44,76    |
| 2     | 5    | Jonathan Borlée        | Belgien        | 44,87 SB |
| 3     | 7    | Ricardo dos Santos     | Portugal       | 45,14 NR |
| 4     | 6    | Matteo Galvan          | Italien        | 45,17 SB |
| 5     | 2    | Dwayne Cowan           | Großbritannien | 45,45 SB |
| 6     | 3    | Lucas Búa ‡            | Spanien        | 45,48    |
| 7     | 8    | Pavel Maslák           | Tschechien     | 45,59 SB |
| 8     | 1    | Łukasz Krawczuk        | Polen          | 45,78 SB |

### Lauf 2

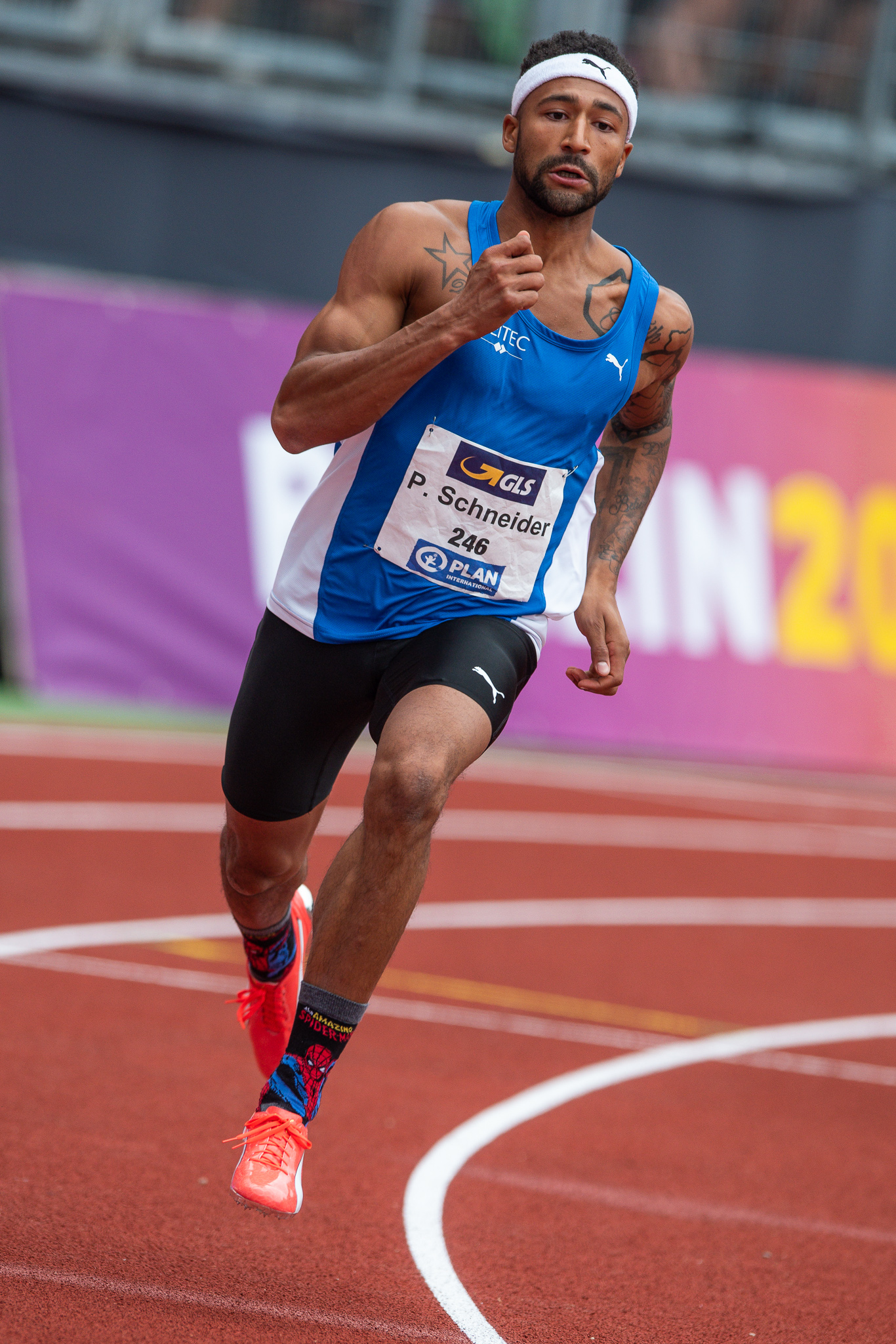
Patrick Schneider schied als Achter seines Halbfinallaufs aus

8. August 2018, 19:37 Uhr MESZ
| Platz | Bahn | Name              | Land           | Zeit (s) |
| ----- | ---- | ----------------- | -------------- | -------- |
| 1     | 5    | Karol Zalewski ‡  | Polen          | 45,11 PB |
| 2     | 4    | Óscar Husillos ‡  | Spanien        | 45,17    |
| 3     | 5    | Rabah Yousif ‡    | Großbritannien | 45,30 SB |
| 4     | 3    | Davide Re ‡       | Italien        | 45,53    |
| 5     | 8    | Jānis Leitis      | Lettland       | 45,53 NR |
| 6     | 7    | Dylan Borlée      | Belgien        | 45,63    |
| 7     | 1    | Robert Parge      | Rumänien       | 46,07    |
| 8     | 2    | Patrick Schneider | Deutschland    | 46,58    |

### Lauf 3

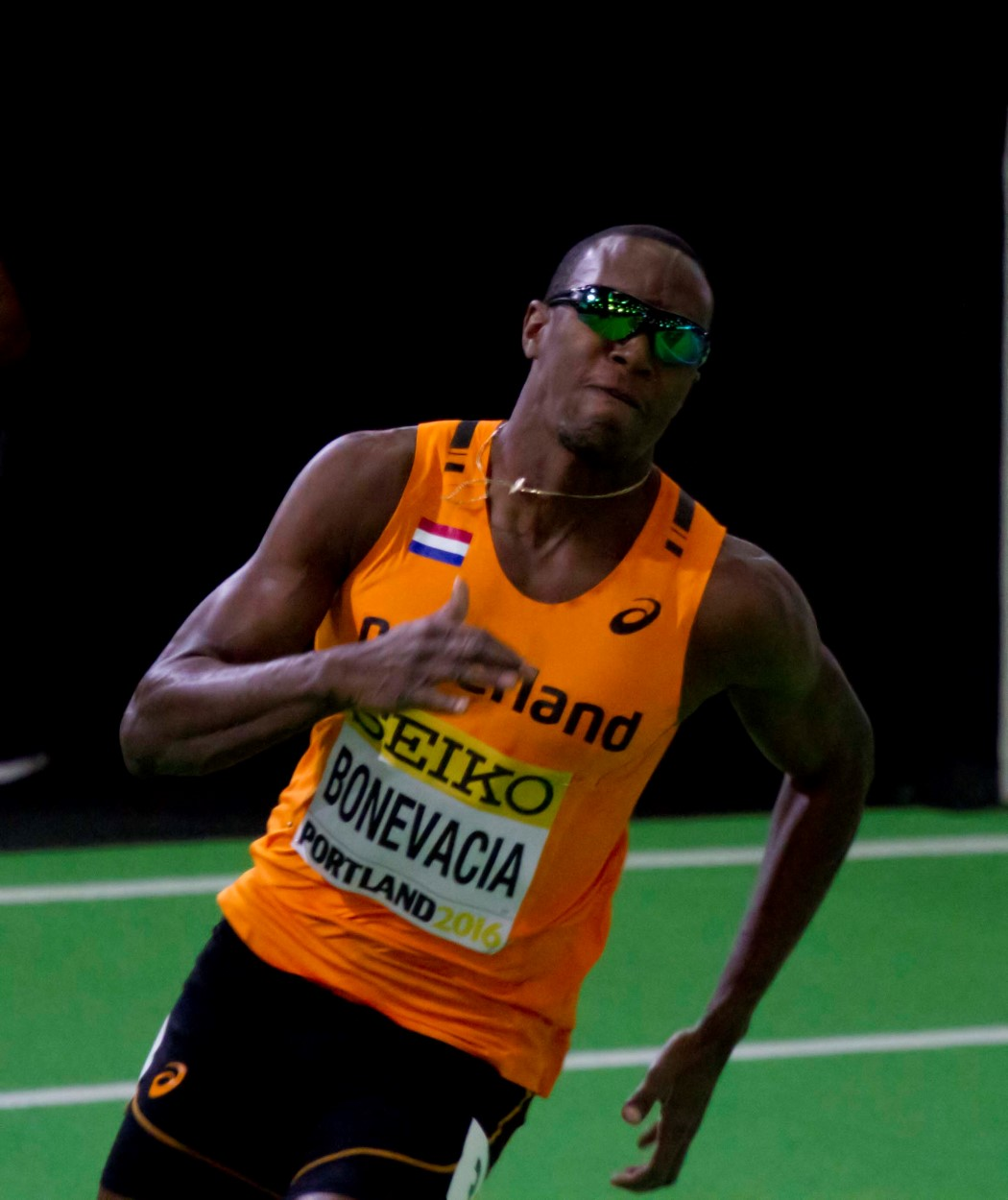
Sein vierter Platz im dritten Halbfinallauf reichte Liemarvin Bonevacia nicht für den Finaleinzug

8. August 2018, 19:44 Uhr MESZ
| Platz | Bahn | Name                  | Land           | Zeit (s) |
| ----- | ---- | --------------------- | -------------- | -------- |
| 1     | 5    | Karsten Warholm ‡     | Norwegen       | 44,91 SB |
| 2     | 6    | Luka Janežič ‡        | Slowenien      | 44,93 SB |
| 3     | 3    | Kevin Borlée          | Belgien        | 45,07 SB |
| 4     | 4    | Liemarvin Bonevacia ‡ | Niederlande    | 45,39    |
| 5     | 7    | Donald Blair-Sanford  | Israel         | 45,68    |
| 6     | 1    | Martyn Rooney         | Großbritannien | 45,73 SB |
| 7     | 8    | Samuel García         | Spanien        | 45,87    |
| 8     | 2    | Witalij Butrym        | Ukraine        | 46,01    |

## Finale
10. August 2018, 21:05 Uhr MESZ
| Platz | Bahn | Athlet               | Land           | Zeit (s) |
| ----- | ---- | -------------------- | -------------- | -------- |
|       | 3    | Matthew Hudson-Smith | Großbritannien | 44,78    |
|       | 1    | Kevin Borlée         | Belgien        | 45,13    |
|       | 4    | Jonathan Borlée      | Belgien        | 45,19    |
| 4     | 5    | Karol Zalewski       | Polen          | 45,34    |
| 5     | 7    | Luka Janežič         | Slowenien      | 45,43    |
| 6     | 8    | Óscar Husillos       | Spanien        | 45,61    |
| 7     | 2    | Ricardo dos Santos   | Portugal       | 45,78    |
| 8     | 6    | Karsten Warholm      | Norwegen       | 46,68    |

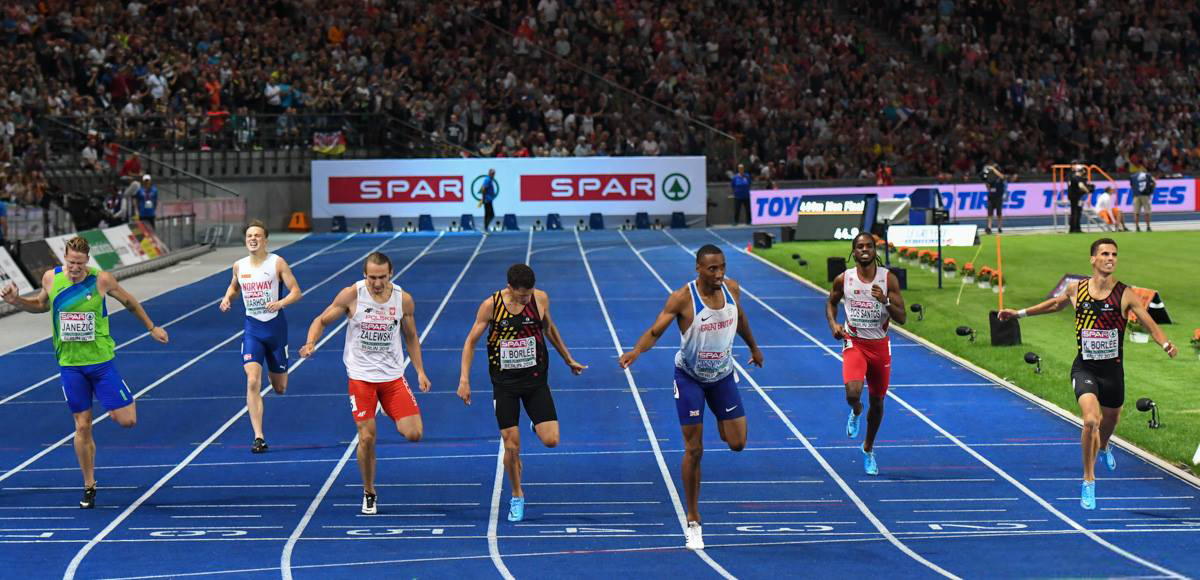
Zieleinlauf des 400-Meter-Finales

Vier Läufer hatten im Halbfinale die 45-Sekunden-Marke unterboten, sodass sich ein enges Finale andeutete. Der Brite Matthew Hudson-Smith, Vizeeuropameister von 2014, hatte mit 44,76 s die schnellste Zeit vorgelegt. Zweitschnellster mit 45,87 s war der Belgier Jonathan Borlée, Olympiasechster von 2016. Der norwegische 400 Meter Hürden-Weltmeister von 2017 Karsten Warholm hatte 44,91 s erzielt, der Slowene Luka Janežič war nur zwei Hundertstelsekunden langsamer. Aber zu rechnen war auch mit dem Belgier Kevin Borlée, dem zweiten der Borlée-Brüder – Olympiafünfter von 2016 und EM-Vierter von 2016. Auch die drei weiteren Finalteilnehmer Karol Zalewski aus Polen – 45,11 s, Ricardo dos Santos aus Portugal – 45,14 s – und der Spanier Óscar Husillos – 45,14 s – waren in den Halbfinalläufen nahe an der 45-Sekunden-Marke geblieben.
Im Finale lag Hudson-Smith nach halber Distanz an der Spitze. Mit einer deutlichen Führung kam er auf die Zielgerade. Hinter dem Briten ging es enger zu. Zweiter war Jonathan Borlée, Dritter Zalewski. Der Abstand zu Matthew Hudson-Smith war von keinem der Läufer mehr wettzumachen. Der Brite gewann das Rennen mit klarem Vorsprung. Eine starke Schlussgerade lief Kevin Borlée, der damit noch die Silbermedaille eroberte. Sein Bruder Jonathan wurde sechs Hundertstelsekunden dahinter Dritter vor Karol Zalewski und Luka Janežič. Óscar Husillos kam auf Rang sechs vor Ricardo dos Santos. Karsten Warholm konnte nicht an seine starke Leistung aus dem Halbfinale anknüpfen und belegte den achten Platz. Er war tags zuvor Europameister über 400 Meter Hürden geworden und die zahlreichen Rennen bis zu diesem 400-Meter-Finale hatten ihn wohl doch zu viel Kraft gekostet.

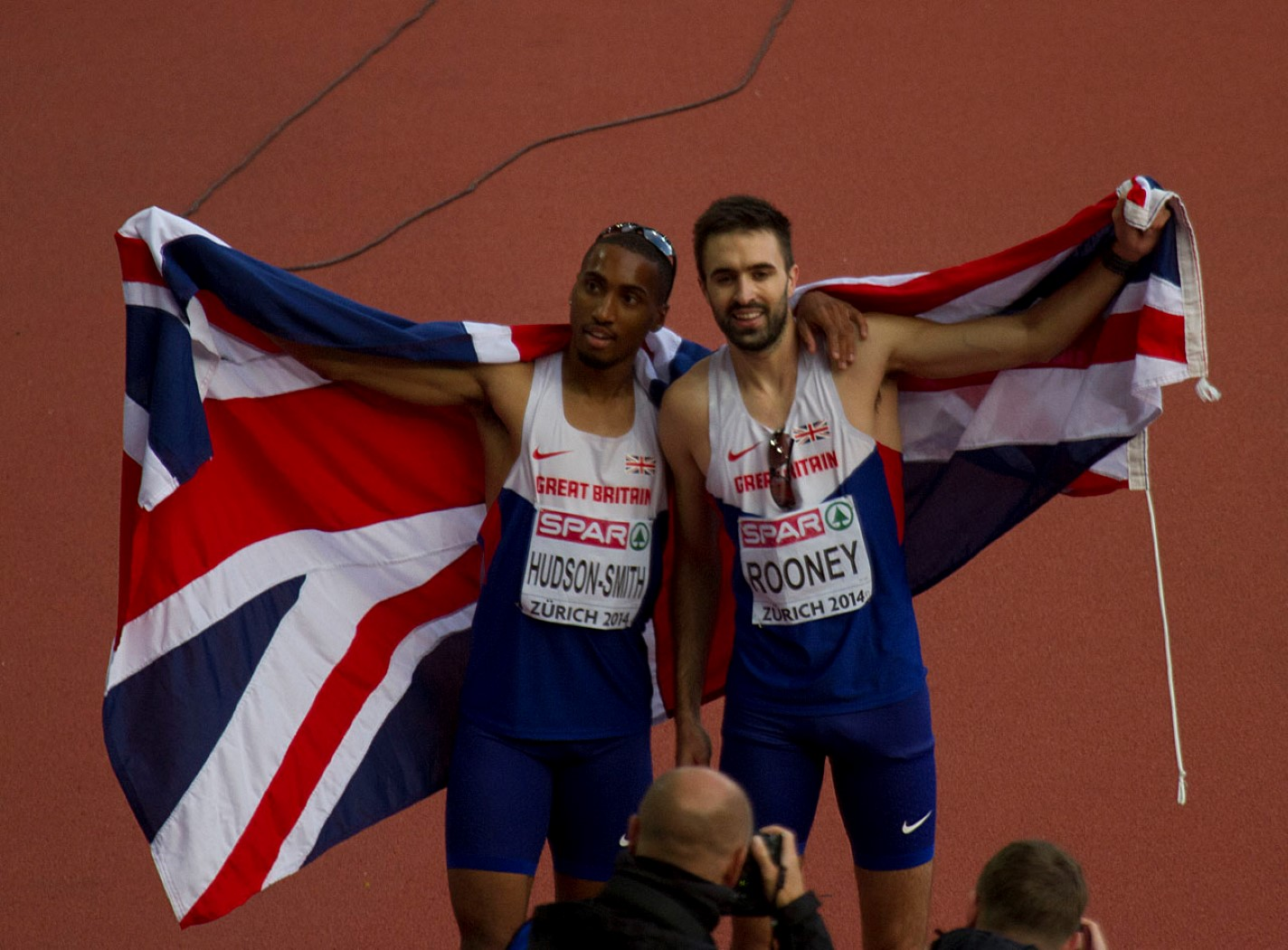
Der Brite Matthew Hudson-Smith (links als Vizeeuropameister von 2014) – gewann diesmal den EM-Titel
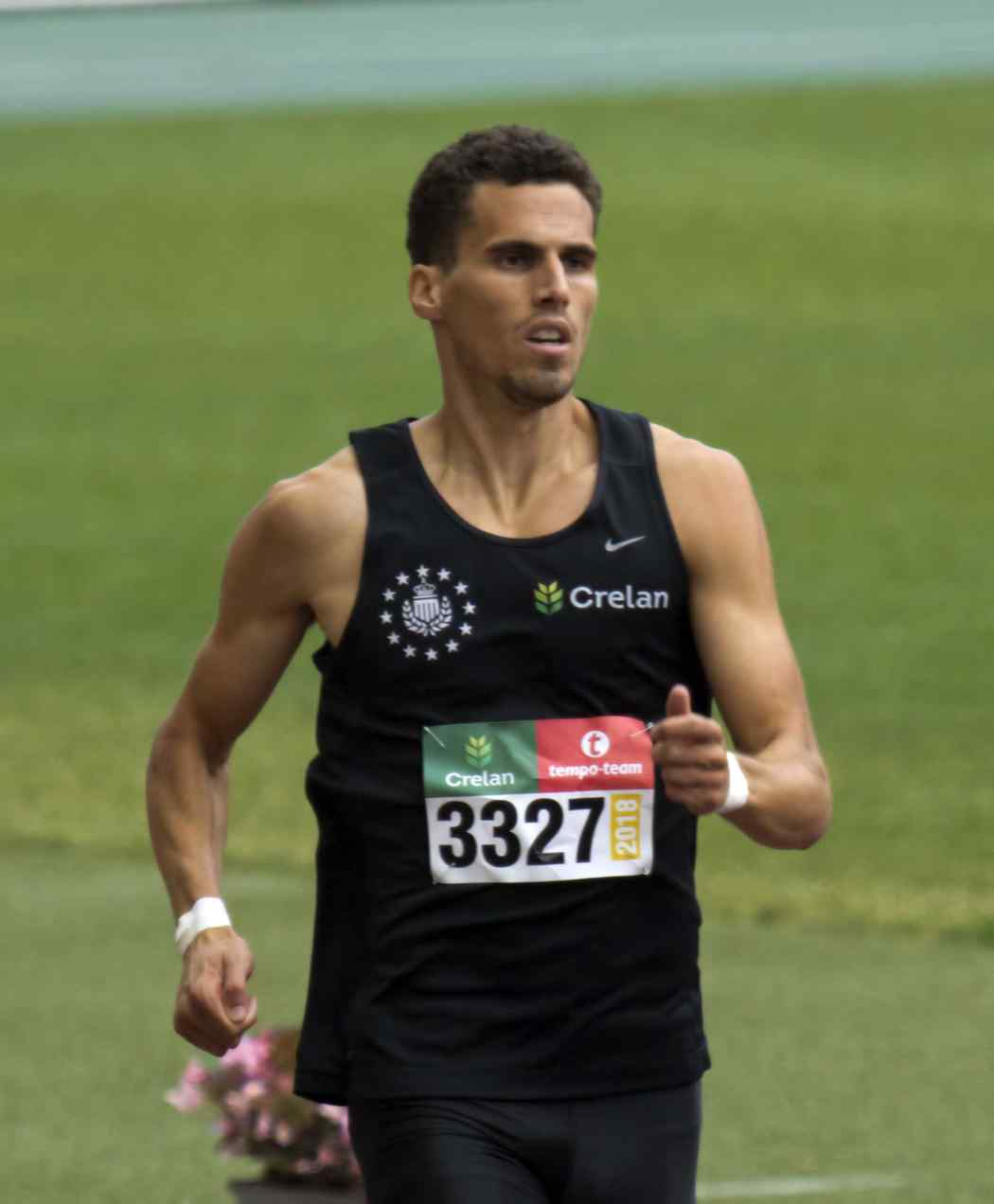
Vizeeuropameister Kevin Borlée, Belgien
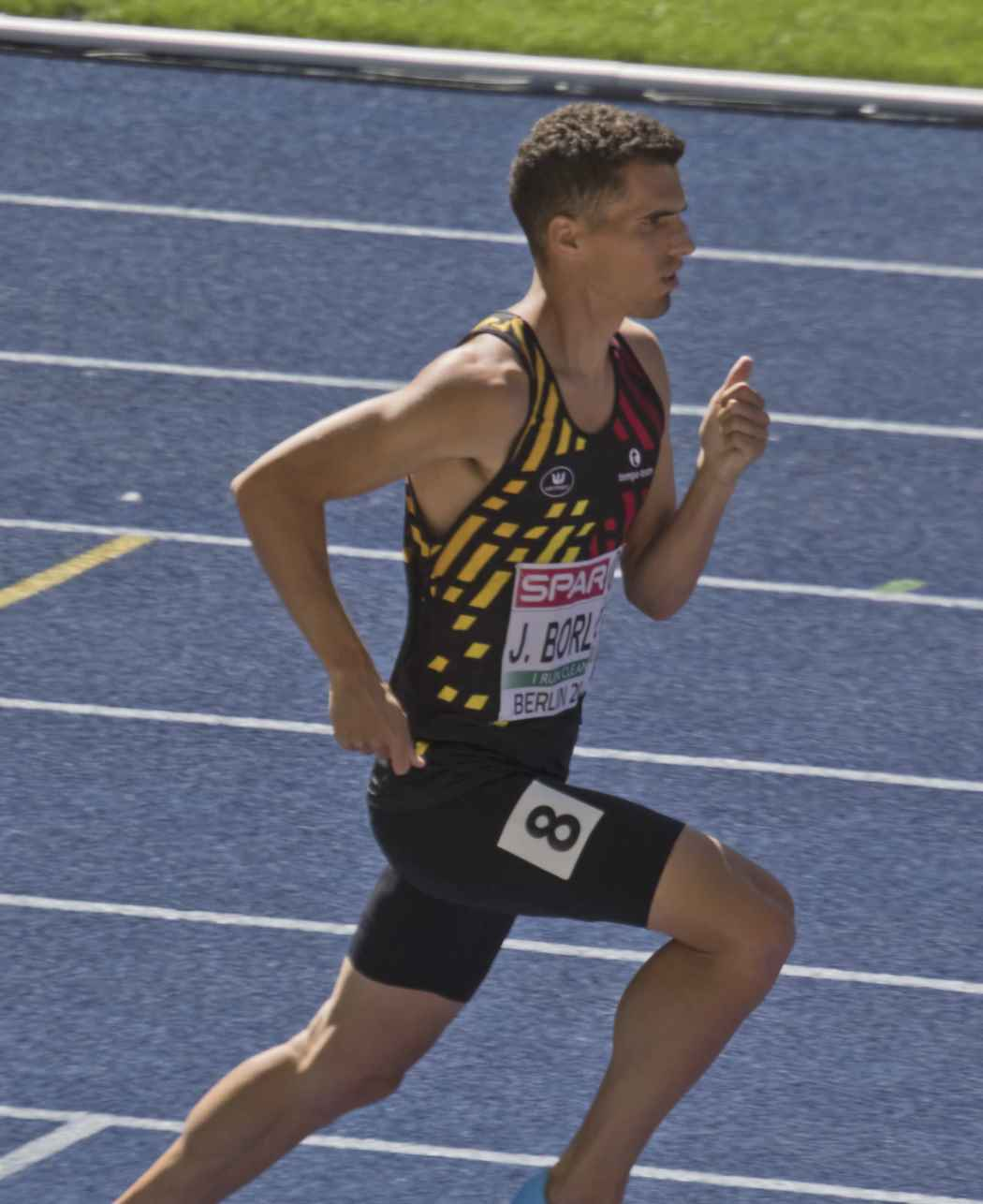
Bronzemedaillengewinner Jonathan Borlée, Belgien
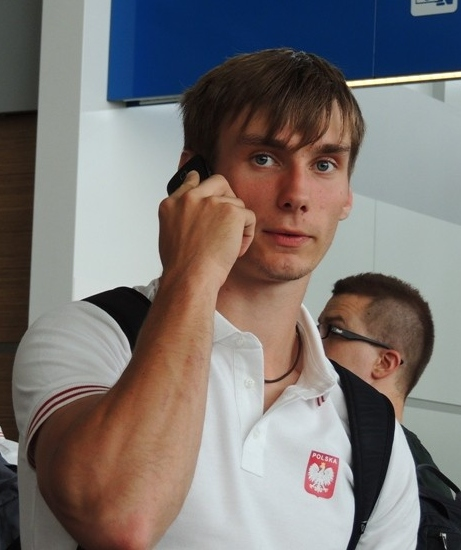
Der Pole Karol Zalewski wurde Vierter

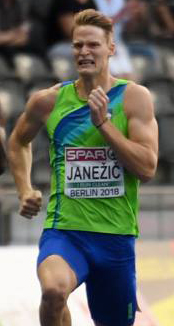
Der Slowene Luka Janežič belegte Rang fünf
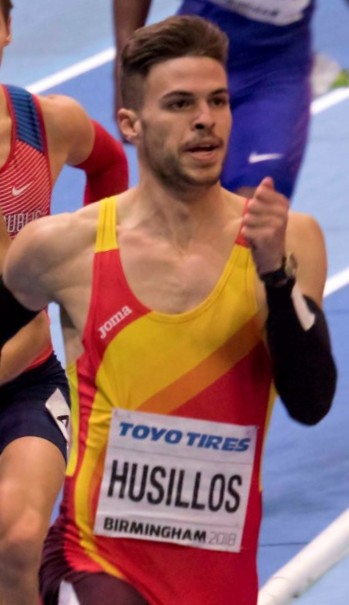
Der Spanier Óscar Husillos kam auf den sechsten Platz
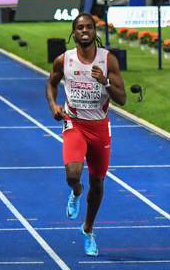
Rang sieben für den Portugiesen Ricardo dos Santos
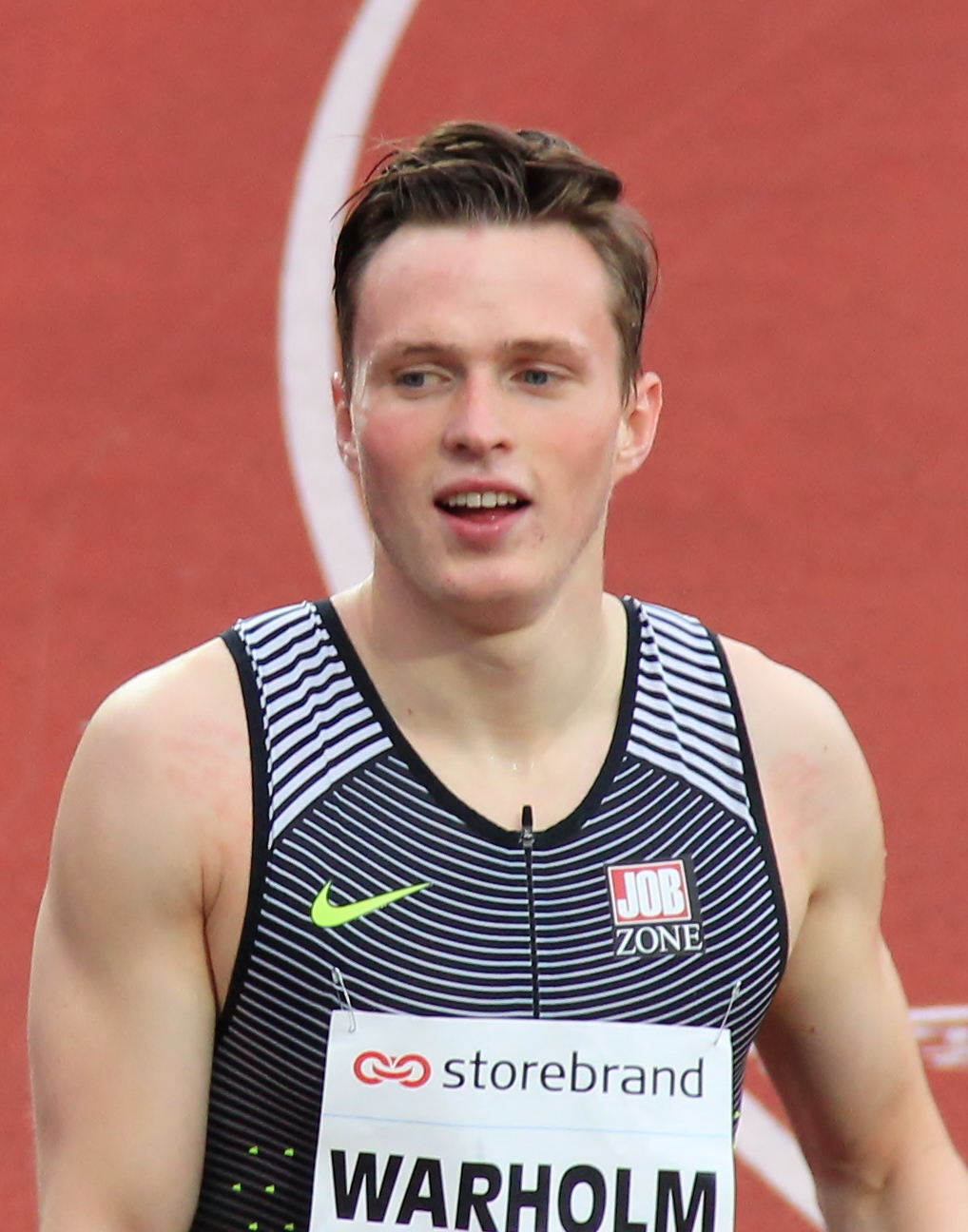
Karsten Warholm aus Norwegen erreichte im Finale den achten Platz